# 維利卡-皮德戈羅德嫩西卡
51°15′10″N 24°11′38″E / 51.25278°N 24.19389°E
維利卡-皮德戈羅德嫩西卡（烏克蘭語：Вілька-Підгородненська），是烏克蘭的村落，位於該國西部沃倫州，由科韋利區負責管轄，面積0.37平方公里，海拔高度180米，2001年人口67，人口密度每平方公里181.08人。